# Portatore della passione

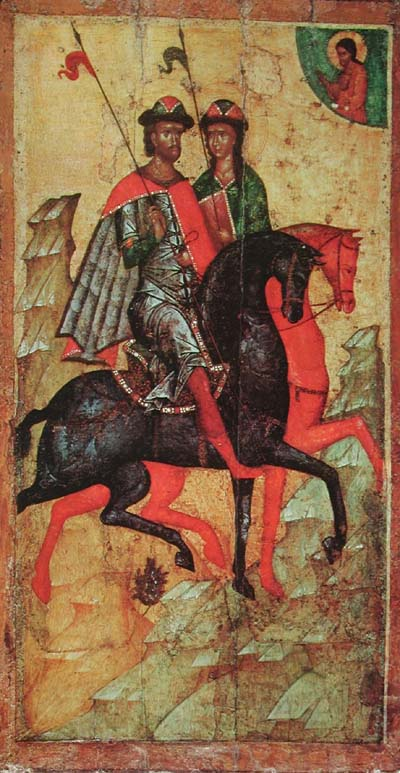
Icona russa dei santi Boris e Gleb, portatori della passioni (metà del XIV secolo, Galleria Tret'jakov, Mosca).

Nel cristianesimo orientale, per portatore di passione (in russo: страстотéрпец, strastoterpets, IPA: [strəstɐtʲɛrpʲɪts]) si intende uno dei vari titoli abituali per i santi usati nei servizi divini della loro festa nel calendario della Chiesa. Non è generalmente usato nella Chiesa latina.
Il titolo può essere assegnato a una persona che ha affrontato la sua morte in modo simile a Gesù. A differenza dei martiri, i portatori della passione non sono stati esplicitamente uccisi per la loro fede, sebbene si siano attenuti a quella fede con pietà e vero amore per Dio. Quindi, sebbene tutti i martiri siano portatori della passione, non tutti i portatori della passione sono martiri.
Tra i portatori di passione più importanti ci sono i fratelli Boris e Gleb, Alexander Schmorell (membro del movimento di resistenza al nazismo Rosa Bianca) e l'intera famiglia imperiale russa che venne trucidata dai bolscevichi nel 1918.